# Михаил Михайлов Люцканов
Михаил Михайлов Люцканов е пионер в областта на тонрежисура, звукотехника и акустика със сериозен принос към развитието на звукозаписа в Радиото и България.

## Биография
Люцканов е роден на 9 май 1934 г. в София. Син е на известния оперен певец Михаил Люцканов.
Люцканов учи в България висше музикално образование, а след това в ГДР средно специално за звукооператор и висше образование за звукорежисьор, което завършва през 1959 г. Той е първият дипломиран в ГДР музикален звукорежисьор в Радио София. Известен е като конфликтна личност.
Постъпва на работа в Радиото в екипа на музикалното Първо студио. Включването му сред музикалните звукорежисьори не минава леко.
Неговото самочувствие и егоцентричност не предразполагат към радушен прием от останалите звукорежисьори. Но постепенно неговите професионални знания, особено по отношение записите на естрадна музика му спечелват авторитет и той става предпочитан звукорежисьор за такава музика.
Люцканов първи въвежда някои новости при записите като закъсняла реверберация, използването на електроакустични коректори на звука, някои от които той сам прави, активно използване на плейбека и др. Люцканов и Захари Миленков стават екип, който извършва многобройни записи в студиото, като в същото време озвучават и турнета на естрадния оркестър из страната. Те за първи път прилагат използването на радиовръзка за управление на звука в зали, в които смесителният пулт се налага да се разполага зад сцената.
На екипа се възлага да направи за пръв път в България озвучаване на цял правителствен концерт на плейбек, а по-късно и първото стереоозвучаване на плейбек на следващ цял правителствен концерт.
Радиото взема решение да пристъпи към стерео звукозаписа и биват определени със заповед два екипа – за запис на класическа музика – екипът Стефан Владков и Никола Тасев и за естрадната музика – Михаил Люцканов и Захари Миленков. В България е доставена първата стереозвукозаписна кола на Балкантон, а на Люцканов и Миленков е възложено да направят първите стереозаписи на „Златният Орфей“.
През пролетта на 1971 г. е взето решение да се създаде звено „Златен фонд“ в Радиото, което да започне работа по професионална грижа за попълването, обработката, съхранението и обслужването на програмните нужди от записи от Златния фонд. През 1972 г. предстои да се чества в международен мащаб годишнината от рождението на Георги Димитров. Това налага активно използване на негови звукозаписи съхранявани в Златния фонд – главно от доклада му пред Петия конгрес на БКП. Но записът е дефектен – шипящите са силно изкривени от неудачни презаписи. Необходима е реставрация. Люцканов и Миленков са изпратени на специализация при реставраторите в радиото в Москва. Когато се връщат в България, усилията им са резултатни и записите прозвучават както в България, така и по линията на международния обмен.
Започва постепенното натрупване на опит и резултати в специфичната област на звуковата реставрация. След известно време Люцканов и Миленков отново са изпратени в Москва в института ВНИИТР, за да проучат условията за съхранение на застрашените звукозаписи в Златния фонд на стари типове ацетатни ленти и стандартни матрици. Връщат се с предложение да приложат за първи път в България една съветска технология за използване на никелови матрици – сандвич. Техническото ръководство им гласува доверие, държавата отпуска средства и най-старите звукозаписи на ацетатни ленти от Златния фонд, последователно, в следващите години биват надеждно съхранени за поколенията. По-късно тази технология започва да се прилага и в СССР, като я наричат българската технология.
Люцканов е назначен за временен заместник на излезлия по болест началник на „Златния фонд“ Величка Ангелова. След завръщането ѝ, Люцканов напуска Радиото и става преподавател в НМА, където през 1973 г. заедно със Славчо Маляков полагат основите на специалността „Звукорежисура“. Люцканов издава няколко учебника: „Физиологична акустика“, „Основи на тонрежисурата“, „Акустика на музикалните инструменти“, които и днес се ползват за обучение на студенти във ВУЗ.
Люцканов лежи известно време в Централен софийски затвор, заради убийство, извършено при ПТП.
Разделя се със съпругата и дъщеря си, които се връщат в ГДР, и остава сам до края на живота си.